# Syktyvkar
Syktyvkár (in russo e in komi Сыктывка́р) è una città della Russia europea nordoccidentale, capitale della Repubblica dei Komi; sorge sul fiume Sysola, vicino alla sua confluenza nella Vyčegda.

## Storia
Proprio questa sua posizione geografica è all'origine del nome con cui venne dichiarata città nel 1780, Ust'-Sysolsk (in russo Усть-Сысолск?); il nome attuale, adottato nel 1930, significa sostanzialmente la stessa cosa, dal momento che nella lingua dei Komi il fiume si chiama Syktyv e kar indica una città. La sua fondazione rimane avvolta nel mistero, anche se sembra che fin dal XVI secolo esistesse un insediamento nella zona.

## Economia
La base dell'economia della città è costituita dall'industria forestale e, quindi, della lavorazione del legno.

## Sport
Stazione sciistica specializzata nello sci nordico, ha ospitato una tappa della Coppa del Mondo di sci di fondo 1985 e varie competizioni minori.

## Amministrazione

### Gemellaggi
Syktyvkar è gemellata con:
- Cullera